# Hoodia pedicellata
Hoodia pedicellata är en oleanderväxtart som först beskrevs av Schinz, och fick sitt nu gällande namn av D.C.H. Plowes. Hoodia pedicellata ingår i släktet Hoodia och familjen oleanderväxter. Inga underarter finns listade i Catalogue of Life.